# 软管巢蛛
软管巢蛛（学名：Clubiona lena）为管巢蛛科管巢蛛属的动物。分布于日本、朝鲜以及中国大陆的浙江、福建等地，多见于竹林。该物种的模式产地在日本。